# Vlasinje (Jajce, BiH)
Vlasinje  je naseljeno mjesto u općini Jajce, Federacija Bosne i Hercegovine, BiH.

## Povijest
Do potpisivanja Daytonskog mirovnog sporazuma bilo je dio istoimenog naseljenog mjesta u sastavu općine Mrkonjić Grad koja je ušla u sastav Republike Srpske.

## Stanovništvo
| Vlasinje           |              |
| godina popisa      | 2013.        |
| Bošnjaci           | 842 (99,64%) |
| Hrvati             | 2 (0,24%)    |
| Srbi               | 0            |
| ostali i nepoznato | 1 (0,12%)    |
| ukupno             | 845          |